# Martin Eggert

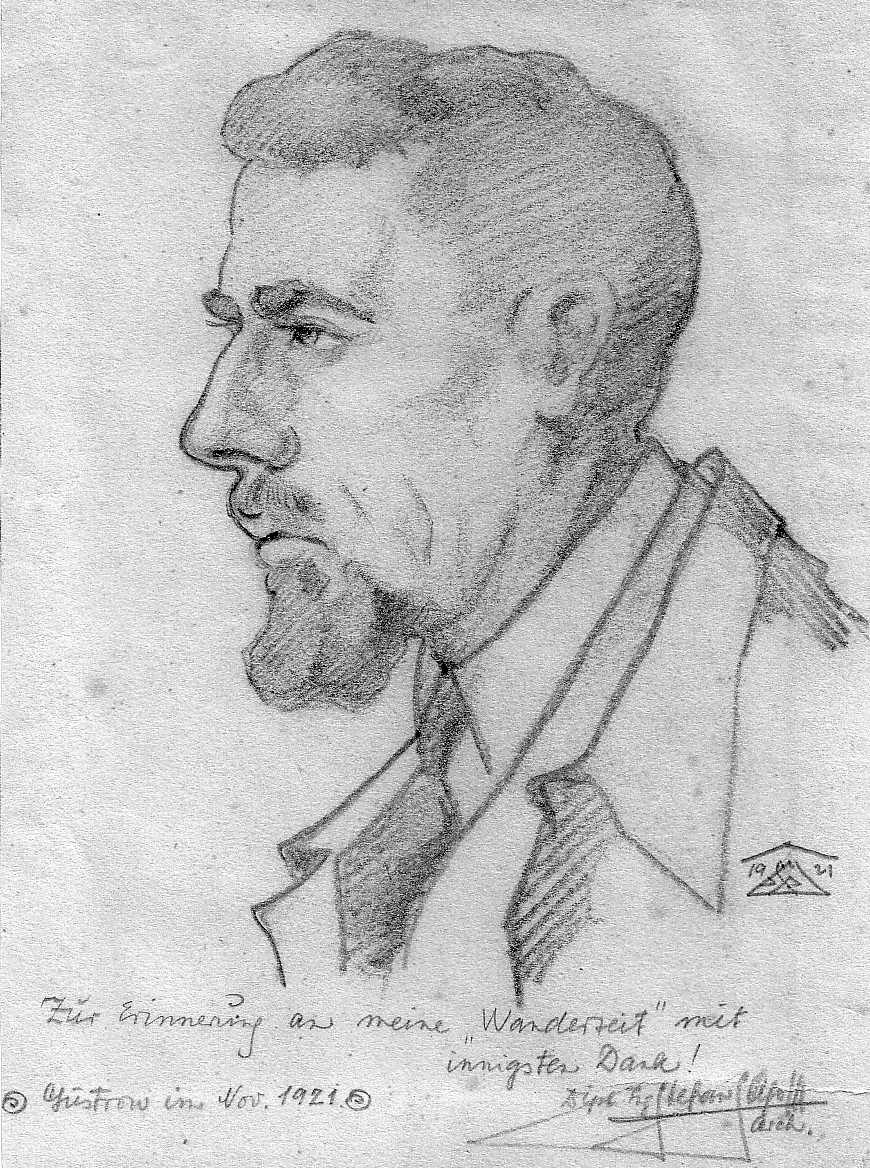
Porträtzeichnung von Martin Eggert
handschriftliche Widmung: Zur Erinnerung an meine „Wanderzeit“ mit innigsten Dank! Dipl. Ing. Stefan ..., Arch., Güstrow im November 1921

Martin Eggert (* 3. Juni 1883 in Wismar; † 1978 in Güstrow) war ein deutscher Architekt.

## Leben
In Wismar als Sohn des Hofmaurermeisters Adolph Eggert geboren, erlernte Martin Eggert nach Beendigung der dortigen Realschule das Maurerhandwerk. Anschließend besuchte er die Baugewerkschule Lübeck und das Technikum Sternberg. In diese Zeit fiel die erste Begegnung mit dem wenig älteren Lehrer Heinrich Tessenow, in dem er Jahrzehnte später einen wertvollen Freund finden sollte. 1903, nach Beendigung seiner Ausbildung, wurde Eggert von der Stadt Wismar angestellt und mit der Errichtung einer Volksschule beauftragt. In jener Zeit fand er Aufnahme in die Loge „Zur Vaterlandsliebe“.
Nach der Fertigstellung des Volksschul-Neubaus im Jahr 1905 studierte er Architektur an der Technischen Hochschule Stuttgart und der Technischen Hochschule München. Daneben übernahm er ab 1907 leitende Stellungen in Konstanz und Koblenz. Nach dem Tode des Vaters in seine Heimatstadt zurückgekehrt, betätigte sich Eggert ab 1911 freischaffend. Sehr bald berief ihn der Rat der Stadt als stimmberechtigten künstlerischen Beirat in die „Kommission zur Erhaltung des Stadtbildes von Wismar“. Seit spätestens 1914 war er Mitglied im Bund Deutscher Architekten (BDA).
1915 übersiedelte Eggert, einem Ruf des Rates der Stadt folgend, nach Güstrow und wurde zum Senator und Stadtbaudirektor ernannt. Er verblieb in dieser Funktion bis 1919. Mit der Berufung zum Stadtbaudirektor 1915 begann Eggerts rege Tätigkeit in Güstrow. In diese Zeit fallen Stadterweiterungspläne, öffentliche Bauaufgaben wie der Wasserturm (1928), Privatbauten (u. a. Häuser Oppen 1923/1924, Wulf 1928, Reeps 1929, Winzeler 1935), kleinere Betriebsanlagen (Gaswerk 1917/1918), Niemann vor 1921, Saalbau im Hotel Erbgrossherzog 1925, Bettfedernfabrik 1928, Tankstelle mit Garagen an der Schweriner Straße (Entwurf 1939), insbesondere aber seine Kleinwohnungsbauten, so u. a. in Dettmannsdorf (seit 1920), Am Mühlbach (1928–1933), in der Falkenflucht (1926), an der Parumer Straße (1920), am Parumer Weg (1932/1933) sowie im Bereich der Goldberger Chaussee (Projektierung 1938), insgesamt 1.400 Wohnungen. Dem sozialen Wohnungsbau ist im Schaffen Martin Eggerts ein besonderer Stellenwert zuzuweisen. 1918 gehörte er zu den Mitbegründern der Güstrower Baugenossenschaft „Neue Heimat“, als deren Geschäftsführer er bis 1938 fungierte.
Aufgrund seiner nazifeindlichen Einstellung wurde er als Geschäftsführer der „Neuen Heimat“ entlassen und erhielt daraufhin keinerlei öffentliche Aufträge mehr. 1942 verurteilte ihn das Landgericht Rostock zu achtzehn Monaten Gefängnis. Nach der Entlassung wurde ihm ein Berufsverbot auferlegt. In dieser Situation war es sein Freund Heinrich Tessenow, der ihn vielfach unterstützte und ihm die Bauleitung seines Landhauses in Siemitz bei Laage übertrug.
Nach Kriegsende übernahm er 1946 neuerlich die Leitung der Baugenossenschaft, die inzwischen in einen landeseigenen Betrieb umgewandelt worden war. Die Einwohnerzahl Güstrows war erheblich gestiegen, die Beschaffung von Wohnraum wurde dringend erforderlich. So gestaltete er die vorhandenen Kasernen um, weitere Wohnungsbauten entstanden in der Wossidlostraße und am Heideweg. Bis 1950 konnten auf diese Weise noch 250 Wohnungen gebaut werden.
1952 führte den fast siebzigjährigen Eggert die Berufung in ein Lehramt an die Berliner Bauakademie. Dem Vernehmen nach war er dort auch mit Planungen zum Wiederaufbau des von Karl Friedrich Schinkel errichteten Gebäudes der Bauakademie betraut. Die Verleihung der Schinkel-Medaille in Gold an den mittlerweile Neunzigjährigen erfolgte 1973 und galt dem „verdienstvollen, unermüdlich tätigen Architekten, der von Jugend an um das Erreichen hochgesteckter, humanistischer Ziele gerungen“ hatte. Kleinere Bauaufgaben in Güstrow, die nach Inhalt und Form seinen früheren Bauten freilich nicht vergleichbar waren, beschäftigten Eggert noch bis 1967.